# Jacques Taurin de Lormand
Pour les articles homonymes, voir Taurin.
Jacques Taurin de Lormand est un homme politique et banquier français né le 4 septembre 1762 à Bayonne (Pyrénées-Atlantiques) et décédé le 24 janvier 1847 à Bayonne.

## Biographie
Conseiller au Parlement de Pau sous l'Ancien Régime, il est député des Basses-Pyrénées de 1815 à 1819, siégeant dans la majorité de la Chambre introuvable. Banquier, il lègue la somme colossale  de 5  millions de francs à la ville de Bayonne pour différentes œuvres dont la construction de l'église Saint-André de Bayonne (bâtie de 1856 à 1869 par Hippolyte Durand et Hippolyte Guichenné).